# Hakkı Başar
Hakkı Başar, född 1969, är en turkisk brottare som tog OS-silver i lätt tungviktsbrottning i den grekisk-romerska klassen 1992 i Barcelona.